# 萨拉·加纳
萨拉·加纳（英語：Sarah Garner，1971年5月21日—），美国前女子赛艇运动员。她曾代表美国参加2000年夏季奥林匹克运动会赛艇比赛，获得女子轻量级双人双桨铜牌。